# OneCast
 (mars 2025).
Motif : Où sont les sources permettant de démontrer l'admissibilité de cette ancienne entreprise ?
- Archive Wikiwix
- Bing
- Cairn
- DuckDuckGo
- E. Universalis
- Gallica
- Google
- G. Books
- G. News
- G. Scholar
- Persée
- Qwant
- (zh) Baidu
- (ru) Yandex
- (wd) trouver des œuvres sur Wikidata

| 1. | Préciser le motif de la pose du bandeau. | Précisez le motif de la pose du bandeau en utilisant la syntaxe suivante : {{admissibilité à vérifier\|date=mars 2025\|motif=remplacez ce texte par le motif}}               |
| 2. | Informer les utilisateurs concernés.     | Pensez à avertir le créateur de l'article, par exemple, en insérant le code ci-dessous sur sa page de discussion : {{subst:avertissement admissibilité à vérifier\|OneCast}} |

OneCast était une Société par actions simplifiée (SAS) créée en 2001 et radiée le 5 janvier 2018. C'était une filiale de TF1.
Le siège de cette société se situait d'ailleurs dans les locaux de TF1, c'est-à-dire au 1 quai du Point-du-Jour à Boulogne-Billancourt.
OneCast était un opérateur de télécommunication concurrent de TDF (opérateur historique) et de Towercast (groupe NRJ). Cette société a par exemple remporté le marché de l'exploitation du multiplex HD R5 sur l'émetteur de Limeux desservant les villes d'Abbeville et d'Amiens.
Le 30 octobre 2014, le groupe TF1 annonce avoir finalisé la cession au groupe ITAS TIM de la totalité du capital de sa filiale OneCast.
Le 13 octobre 2016, le groupe TDF annonce avoir procédé à l'acquisition du groupe ITAS TIM.